# فيلهلم ديبواد
فيلهلم ديبواد (بالنرويجية البوكمول: Vilhelm Dybwad)‏ هو ملحن ومحامي نرويجي، ولد في 12 فبراير 1863 في أوسلو في النرويج، وتوفي بنفس المكان في 16 مارس 1950.

## وصلات خارجية
- فيلهلم ديبواد على موقع ميوزك برينز (الإنجليزية)